# Найтмен (телесеріал)
«Найтмен» (англ. Night Man) — фантастичний телесеріал за коміксами «Найтмен» Глена Ларсона.

## Сюжет
Події розгортаються в Сан-Франциско XXI століття. Всі злочинці тремтять при згадці непереможного Найтмена (Метт МакКолм). Удень він популярний саксофоніст (виконавець джазової музики), а вночі гроза злочинності. Його мозок — віртуальна психічна радіостанція, налаштована на «частоту зла». Найтмен невловимий, він може стати невидимкою і створювати своїх двійників. Він досконало володіє бойовими мистецтвами. У його арсеналі найдосконаліша зброя і фантастичні технології майбутнього.
Група вчених викрала зразки секретної нової зброї, яку лиходії намагалися вивезти з країни. Вчені хотіли передати зброю міністрові Лефтону, але одного з них, Макдермота, скинули з мосту, змусивши перед цим назвати імена інших вчених. В одному з черевиків залишили передсмертну записку, інсценувавши таким чином самогубство. Глядачеві залишається тільки чекати, коли Найтмен вийде на полювання.

## Популярність в Україні
Українською мовою серіал переклав і показував телеканал Інтер.

## В ролях
- Мет МакКолм — Джоні Доміно / Найтмен
- Ерл Голлімен — Френк
- Феліція Белл — Джесіка
- Майкл Вудс — Чарлі Дан
- Патрік Макні —  Волтон
- Енука Окума — Крістал
- Тейлор Дейн — Карла Дей
- Джасінда Барретт — Селіна
- Рік Янг — Ченг
- Саймон Маккоркіндейл — Джон Чейз
- Фабіана Уденіо — Рейчел Ленг
- Девід Гассельгофф — камео

## Нагороди та номінації
| Рік  | Нагорода | Категорія                              | Номінант       | Серія | Результат |
| ---- | -------- | -------------------------------------- | -------------- | ----- | --------- |
| 1999 | Лев      | Найкраща музика в драматичному серіалі | Грейм Колейман | «Пил» | Перемога  |